# Ramicourt
Ramicourt és un municipi francès del departament de l'Aisne, dels Alts de França. Forma part de la Communauté de communes du Pays du Vermandois.

## Administració
Des de 2001 l'alcalde és Marie-Jeanne Milhem.

## Demografia
- 1962: 227 habitants.
- 1975: 176 habitants.
- 1990: 169 habitants.
- 1999: 178 habitants.
- 2007: 173 habitants.
- 2008: 177 habitants.[1]